# Championnat de la CONCACAF 1989
Navigation
1985 États-Unis 1991
Le Championnat de la CONCACAF 1989, compétition continentale, regroupe l'ensemble des fédérations d'Amérique du Nord, d'Amérique centrale et des Caraïbes. Organisée un an avant la phase finale de la Coupe du monde de football 1990 en Italie, elle sert également de campagne éliminatoire pour le tournoi mondial afin de déterminer les 2 équipes de la zone CONCACAF qui vont y participer. Après avoir fait participer des joueurs surclassés lors d'un tournoi de jeunes, le Mexique est disqualifié de la Coupe des nations et suspendu par la FIFA. Le Belize n'est également pas autorisé à participer à cause de dettes impayées à la FIFA.

## Phase préliminaire

### Premier tour
15 équipes sont inscrites pour disputer le championnat de la CONCACAF. Les 5 meilleures équipes selon le classement FIFA (États-Unis, Mexique, Honduras, Canada et Salvador) sont dispensées de premier tour et entrent dans la compétition lors du second tour. Les 10 équipes restantes s'affrontent en matchs aller et retour pour se disputer les cinq places restantes au second tour.
| Équipe 1           | Résultat | Équipe 2               | Aller | Retour |
| ------------------ | -------- | ---------------------- | ----- | ------ |
| Guyana             | 0-5      | Trinité-et-Tobago      | 0-4   | 0-1    |
| Cuba               | 1-2      | Guatemala              | 0-1   | 1-1    |
| Jamaïque           | 3-1      | Porto Rico             | 1-0   | 2-1    |
| Antigua-et-Barbuda | 1-4      | Antilles néerlandaises | 0-1   | 1-3    |
| Costa Rica         | 3-1      | Panama                 | 1-1   | 2-0    |

### Second tour
Les 10 équipes qualifiées s'affrontent en matchs aller et retour à élimination directe pour déterminer les cinq participants de la poule finale. Le Mexique est disqualifié avant la tenue des rencontres par la FIFA et permet au Costa Rica de gagner sa place pour la phase finale sans jouer.
| Équipe 1               | Résultat | Équipe 2   | Aller | Retour |
| ---------------------- | -------- | ---------- | ----- | ------ |
| Jamaïque               | 1-5      | États-Unis | 0-0   | 1-5    |
| Guatemala              | 3-3      | Canada     | 1-0   | e2-3   |
| Trinité-et-Tobago      | 1-1      | Honduras   | 0-0   | e1-1   |
| Antilles néerlandaises | 1-6      | Salvador   | 0-1   | 1-5    |
| Costa Rica             | Q. - dsq | Mexique    | -     | -      |

1. 1 2  Qualification acquise par le bénéfice de la règle des buts marqués à l'extérieur.

## Poule finale
Les 5 équipes qualifiées - les États-Unis, le Guatemala, le Costa Rica, le Salvador et Trinidad et Tobago -  se retrouvent en poule finale où chacune affronte ses adversaires 2 fois, une à domicile et une à l'extérieur. L'équipe terminant en tête du classement est sacrée championne de la zone CONCACAF . Les deux premiers du classement sont qualifiés pour la phase finale de la Coupe du monde de football 1990.
| Rang | Équipe            | Pts | J | G | N | P | Bp | Bc | Diff |  | Résultats (▼ dom., ► ext.) |      |     |     |     |     |
| ---- | ----------------- | --- | - | - | - | - | -- | -- | ---- |  | -------------------------- | ---- | --- | --- | --- | --- |
| 1    | Costa Rica        | 11  | 8 | 5 | 1 | 2 | 10 | 6  | +4   |  | Costa Rica                 |      | 1-0 | 1-0 | 2-1 | 1-0 |
| 2    | États-Unis        | 11  | 8 | 4 | 3 | 1 | 6  | 3  | +3   |  | États-Unis                 | 1-0  |     | 1-1 | 2-1 | 0-0 |
| 3    | Trinité-et-Tobago | 9   | 8 | 3 | 3 | 2 | 7  | 5  | +2   |  | Trinité-et-Tobago          | 1-1  | 0-1 |     | 2-1 | 2-0 |
| 4    | Guatemala         | 3   | 6 | 1 | 1 | 4 | 4  | 7  | -3   |  | Guatemala                  | 1-0  | 0-0 | 0-1 |     | N/D |
| 5    | Salvador          | 2   | 6 | 0 | 2 | 4 | 2  | 8  | -6   |  | Salvador                   | 2-4* | 0-1 | 0-0 | N/D |     |

*Match arrêté. Le score au moment de l'interruption du match (2-4) est entériné comme score final.
- Les 2 rencontres entre le Guatemala et le Salvador, programmées les 19 et 21 novembre 1989 au Guatemala sont annulées à cause de l'instabilité politique au Salvador. Cette décision est sans incidence sur le classement, puisqu'aucune des 2 équipes n'étaient en mesure d'atteindre le podium.

| Champion de la CONCACAF 1989 |
| ---------------------------- |
| Costa Rica Troisième titre   |

Le Costa Rica est sacré champion d'Amérique du nord, centrale et CaraÏbes 1989.
Le Costa Rica et les États-Unis se qualifient pour la phase finale de la Coupe du monde 1990

## Meilleurs buteurs
2 Buts
- Raúl Chacón
- Julio Rodas
- Evaristo Coronado
- Juan Arnoldo Cayasso
- Leonidas Flores
- Leonson Lewis
- Kerry Jamerson
- Philibert Jones

## Sources et liens externes
- Notes, infos et feuilles de matchs sur RSSSF